# Рупел, Аня
Аня Рупель (словен. Anja Rupel, родилась 19 марта 1966 года) — югославская (ныне словенская) певица, бывшая солистка синти-поп-группы «Videosex».

## Карьера
Занималась музыкой с детства, училась игре на флейте. С 1982 года выступала в составе синти-группы «Videosex», с которой записала 4 альбома. В 1992 году после распада группы начала сольную карьеру, записав альбом Odpri oči (Открой глаза). Выступала вместе с известной группой Laibach, исполняя песни с их кавер-альбома Let It Be (в числе песен была и Across the Universe). В 1998 году впервые в истории Словении выступила на MTV.

## Семья
Замужем за фолк-музыкантом Алешом Клинаром. Имеет дочь Луну (род. 11 октября 1990).

## Дискография

### В составе Videosex
- Videosex 84 (1983)
- Lacrimae Christi (1985)
- Svet je zopet mlad (1987)
- Arhiv (1997)
- Ljubi in Sovrazi

### Solo
- Odpri oči (Открой глаза), 1994
- Življenje je kot igra (Жизнь как игра)
- Moje sanje (Мои сны)
- Ne ustavi me nihče (Меня никто не остановит)